# Cantonul Lugny
Cantonul Lugny este un canton din arondismentul Mâcon, departamentul Saône-et-Loire, regiunea Burgundia, Franța.

## Comune
| Comune                    | Populație (1999) | Cod poștal | Cod INSEE |
| ------------------------- | ---------------- | ---------- | --------- |
| Azé                       | 940              | 71260      | 71016     |
| Bissy-la-Mâconnaise       | 177              | 71260      | 71035     |
| Burgy                     | 90               | 71260      | 71066     |
| Chardonnay                | 162              | 71700      | 71100     |
| Clessé                    | 700              | 71260      | 71135     |
| Cruzille                  | 231              | 71260      | 71156     |
| Grevilly                  | 37               | 71700      | 71226     |
| Lugny (chef-lieu)         | 798              | 71260      | 71267     |
| Montbellet                | 654              | 71260      | 71305     |
| Péronne                   | 454              | 71260      | 71345     |
| Saint-Albain              | 435              | 71260      | 71383     |
| Saint-Gengoux-de-Scissé   | 531              | 71260      | 71416     |
| Saint-Maurice-de-Satonnay | 346              | 71260      | 71460     |
| La Salle                  | 440              | 71260      | 71494     |
| Viré                      | 954              | 71260      | 71584     |
| Fleurville                | 471              | 71260      | 71591     |